# 국미나
국미나(鞠美娜, 1972~)는 대한민국의 수필가이다. 2007년 국보문학 신인상(수필 부문)으로 등단했다.

## 등단작
- 비와 그여자

## 저서
- 비와 나만의 속삭임(한국문학세상, 2007)